# آنا مونتيروسو دي لافالاخا
آنا ميكايلا مونتيرّوسو دي لافالاخا (بالإسبانية: Ana Monterroso de Lavalleja) (من مواليد 3 أيلول / سبتمبر 1791 - وتُوفيت 28 آذار / مارس 1858) هي امرأة من أوروغواي كانت زوجة خوان أنطونيو لافاليخا، حيث سافرت معه وشاركت في عالم السياسة من حولها. سواء كان لافالاخا حاضرًا أو غائبًا عن المنزل، كانت مونتيرّوسو تدير شؤون العائلة وتساعد بنشاط في مقاومة البرتغاليين وحكومة فركتوسو ريفيرا. أنجب مونتيرّوسو ولاباليخا عشرة أطفال، مات بعضهم صغارًا. تمثل مونتيرّوسو جنبًا إلى جنب مع ميلكورا كوينكا وكاييتانا ليجويزامون مشاركة المرأة في التاريخ المبكر لأوروجواي الحديثة.

## سيرتها الشخصية
في 3 سبتمبر 1791، وعلى بعد أمتار قليلة من سان بيدرو بيدرو من مونتيفيديو في الشارع الذي يحمل الآن اسم شارع ساراندي، وُلدت آنا ميكايلا مونتيرّوسو دي لافالاخا. كان والدها، ماركوس خوسيه دا بورتا، مهاجرًا من منطقة غاليسيا، بإسبانيا، حيث أصبح تاجرًا ورجلًا داعمًا لحقوق الفقراء وكانت والدتها خوانا بولا بيرموديز أرتيجاس، ابنة عم خوسيه جيرفاسيو أرتيجاس وسكرتيرة ميغيل باريرو. وُلدت آنا في زمن التغيير بأوروغواي ومونتيفيدو، حيث عاصرت في شبابها بناء مونتيفيديو كابيلدو وكاتدرائية مونتفيديو الكبرى وهدم أسوار المدينة القديمة. تضم عائلة مونتيروسو، المؤيدة لحركة الاستقلال، ستة أشقاء، أحدهم كان خوسيه بينيتو مونتيروسو، الذي تعاون عن كثب مع أرتيجاس.
تزوجت آنا في 21 أكتوبر 1817 من خوان أنطونيو لافاليخا، الذي كان آنذاك قائدًا لفرقة عسكرية تحت قيادة العقيد فريتشويوسو ريفيرا، في قرية فلوريدا في الأوروغواي. تزوّج الزوجان بالوكالة، حيث كان لافالخا يقود في ذلك الوقت القوات ضد البرتغاليين في الغزو البرتغالي لباندا الشرقية. تم القبض على لافالخا من قِبَل البرتغاليين تحت قيادة كارلوس فريدريكو ليكور في سالتو وسُجِن في ريو دي جانيرو حتى نهاية الحرب. في هذا الوقت، تورّطت مونتيرّوسو نفسها في السياسة في ذلك الوقت، حيث عملت على توصيل مراسلات مقاومي الأوروغواي ضد القوات البرتغالية.

## تراثها
في يوليو 2017، قدمت روزانا كاريت، مديرة متحف كابيلدو التاريخي في مونتيفيديو، معرضًا مخصصًا لنساء ثورة أوروغواي، بما في ذلك مونتيرّوسو.